# 即非如一
即非如一（日语：／ Sokuhi Niyoitsu，1616年6月27日—1671年6月26日），俗姓林，字即非，福建省福州府福清縣人，江戶時代前期從明朝東渡日本的臨濟宗黄檗派（黄檗宗）僧人。

## 生平
父親林英，母親萬氏。為宋代士大夫林希逸的後裔。父親在很早的時候就失蹤，18歲的時候在龍山寺的西來和尚許可下出家，為沙彌。1637年，師事於福州黄檗山萬福寺的隱元隆琦，並在此受了菩薩戒。在因山火事件而被救出後，乃大悟。1651年，繼承隱元之法而移往雪峰的崇聖寺。這個時候，他也收了一個弟子化林性偀。
1657年，跟隨隱元的招募而來到日本，先住在長崎崇福寺以整備伽藍（寺廟）整備，此為中興開山也。1663年，移往山城国宇治的萬福寺、法兄木庵性瑫成為萬福寺的首座。翌1664年在歸國途中，豊前国小倉藩主小笠原忠真招攬，1665年在福聚寺創建並在此開山。此後，在崇福寺隱居，然後圓寂，享年56歲。